# Histoire de Bergame

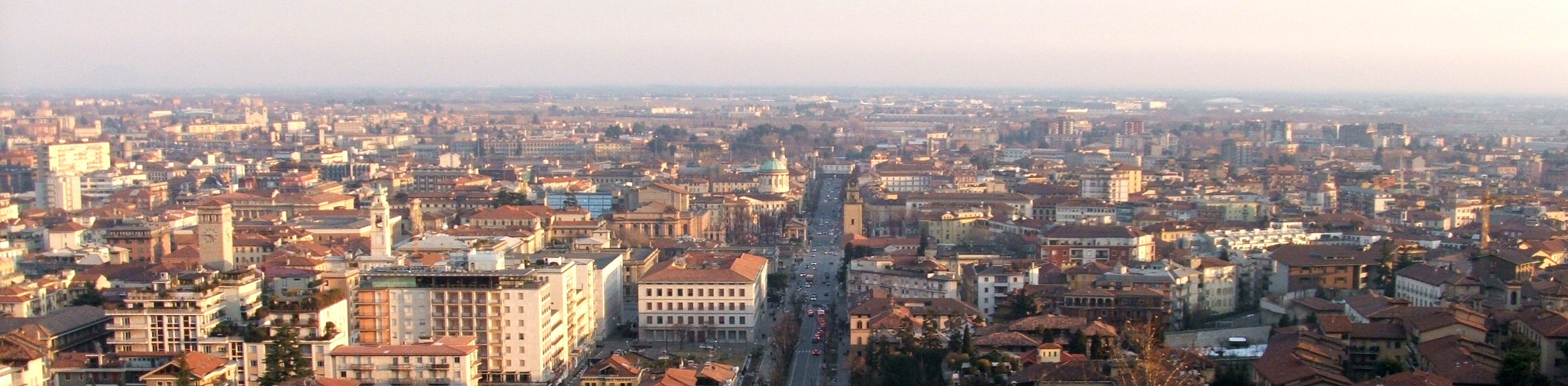
Bergame - Ville basse

Cet article retrace l'histoire de Bergame, ville de Lombardie sise au pied des Alpes, fondée par les Cénomans et connue, dans l'Antiquité, sous le nom de Bergomum. Sous Rome, elle fut chef-lieu de la région XI (Transpadana) et siège épiscopal à partir du milieu du IVe siècle. Prise et saccagée par Attila en 452, elle se rétablit pour devenir le centre d'un duché lombard. Sous les Francs, Bergame est le siège d'un comté. Aux Xe – XIe siècle, elle passe sous la tutelle de l’évêque. Au temps des cités-états, elle est déchirée entre les factions de l’aristocratie locale, ce qui suscite l'émergence des classes populaires. Cet affaiblissement favorise les ingérences extérieures : à partir de 1329, elle passe sous la tutelle des Visconti de Milan. En 1412, elle est assiégée par Facino Cane, puis, en 1419, par Carmagnola, qui finit par s'en emparer, pour le compte de Venise, en 1427. En 1797, Bonaparte la rattache à la République cisalpine, puis au royaume d'Italie. Elle suit ensuite l'histoire de la Lombardie sous domination autrichienne.

## Toponymie
En latin classique, le toponyme est attesté sous la forme Bergomum, et en latin tardif, Bergame.
Il pourrait être fondé sur la base pré-latine barga (cabane) ou sur une origine ligure, à partir de la racine  -bherg (haut). On a également évoqué la racine pré-celtique barra, d'où serait dérivé Berghem, qui aurait par la suite été latinisé.
Antonio Tiraboschi soutient l'hypothèse d'une origine germanique composée de berga(z) (mont) et de haima(z) (installation, ou monde), sans cependant que des foyers de culture germaniques n'aient été documentés dans cette zone avant la conquête romaine.
La présence, dans l'aire européenne et méditerranéenne orientale, de toponymes proches  (Praga, Parga, Barga, Pergamo, Bergamo) a suggéré des origines dérivant de l'akkadien parakkum (surélevé dans le temple, dans le sanctuaire) par analogie avec un habitat fortifié sis au sommet d'un col. Mais cette hypothèse n'est pas attestée.
Bèrghem est toujours utilisé, dans le dialecte local, pour désigner Bergame.

## Antiquité et haut Moyen Âge

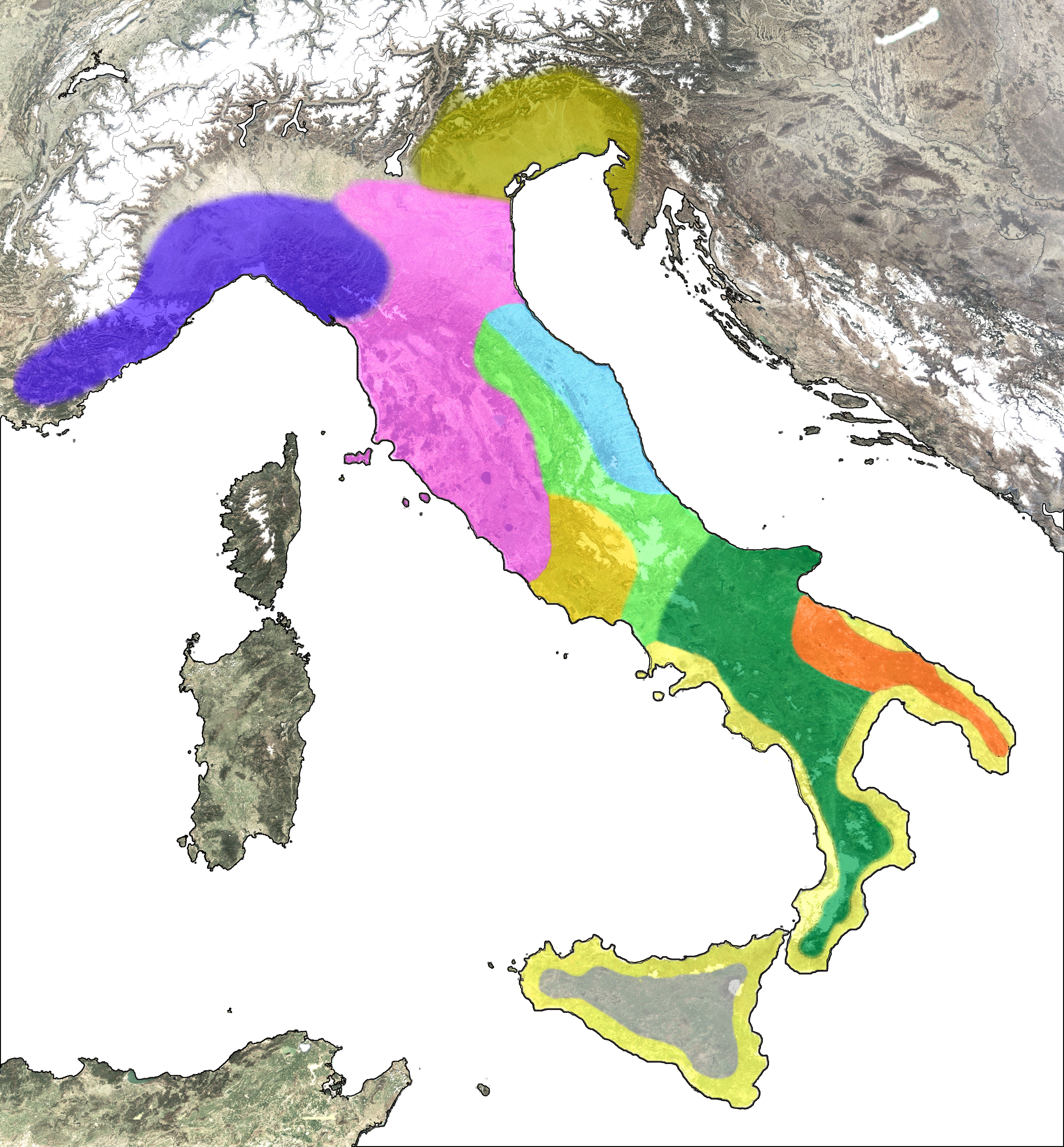
Peuplement de l'Italie antique:
Ligures
Vénètes
Étrusques
Picènes
ombriens
Latins
Osques
Messapes
Grecs

### Peuplement Orobien primitif
Le territoire qui couvre la province de Bergame aurait été peuplé, depuis l'Âge du fer, d'une population d'Orobiens, peuple celto-ligure proche de la Culture de Golasecca, originaire du territoire situé entre Rhin et Danube arrivé en Italie nord-occidentale bien avant les invasions celtiques historiques du IVe siècle av. J.C. et sédentarisé entre Oglio et Tessin.
Pline l'ancien, reprenant des fragments aujourd'hui perdus des Origines, de Caton le censeur, leur attribue la fondation de Côme, Bergame, Licini Forum et Parra: « Caton affirme que Côme, Bergame, Licini Forum et d'autres populations alentour procèdent du rameau des Orumbovii, mais avoue qu'il ne connaît pas l'origine de ces derniers, que Cornelio Alessandro pense originaires de Grèce et décrit comme vivant « la vie d'entre les montagnes ». En ces lieux apparût Parra, cité des Orumbovii, desquels, nous dit Caton, sont dérivés les Bergomates, et qui encore aujourd'hui, paraît un endroit plus célèbre que fortuné. »
Certains manuscrits de la Naturalis Historia mentionnent les Orobii. Le plus ancien (1469), parle des Orumbovii et celui de Leyde, lui aussi considéré comme très ancien, d'Orumobii. On trouve, une seule fois Orumbivi.
Les historiens classiques comme Pline l'ancien leur attribuent une origine grecque, jusque dans l’étymologie Ορων βιον. Une analyse plus récente semble révéler des racines ligures : or et bo sont des termes pré-indoeuropéens qui signifient eau et habitation, ce qui ferait référence aux habitats lacustres (ceux qui vivent sur l'eau).

### Mythes fondateurs, Ligures et Étrusques
Selon le mythe fondateur, un premier habitat, dénommé Barra, aurait été fondé par Cydno, fils de Ligure, ancêtre des populations ligures. Cydno traça, avec le soc d'une charrue, une enceinte carrée (pomerium), allant de l'actuel col de la Fara (Sant'Agostino) jusqu'au col de Santa Eufemia.
Une autre tradition fait intervenir les Étrusques, remontant dans la plaine du Pô au VIe siècle av. J.C., qui auraient fortifié Barra en entourant l'habitat de fortes murailles.

### Incursions celtiques: Cénomans et Gaulois, défaite de Brennus
Vers 550 av. J.-C. Bergame et Vérone sont conquises et dévastées par les Aulerques Cénomans, un peuple celtique. Environ un siècle et demi après, selon la légende, Bergame est le théâtre de la défaite des Gaulois Sénons de Brennos. De retour du sac de Rome et de la bataille de Fiesole, celui-ci, considérant que la ville pouvait être la base idéale pour contrôler les vallées et le commerce qui s'y développait, exige sa soumission et, devant son refus, la prend et la fait raser au sol. Une fois installé sur le site, il y fait ériger un fort, à l'endroit qui, aujourd'hui, porte le nom de Brennos, sur la commune de Paladina. Les Romains, décidés à se débarrasser des barbares, finissent par mener une expédition. La légende dit qu'au lieu de les affronter en bataille rangée, le consul en charge de l'opération préféra proposer au chef gaulois un combat singulier, que ce dernier perdit. Battu, mais épargné par son vainqueur (qui, lui ôtant sa torque, y aurait gagné le surnom de Torquatus), Brennos aurait préféré se noyer dans le Brembo.

### Bergomum, cité romaine

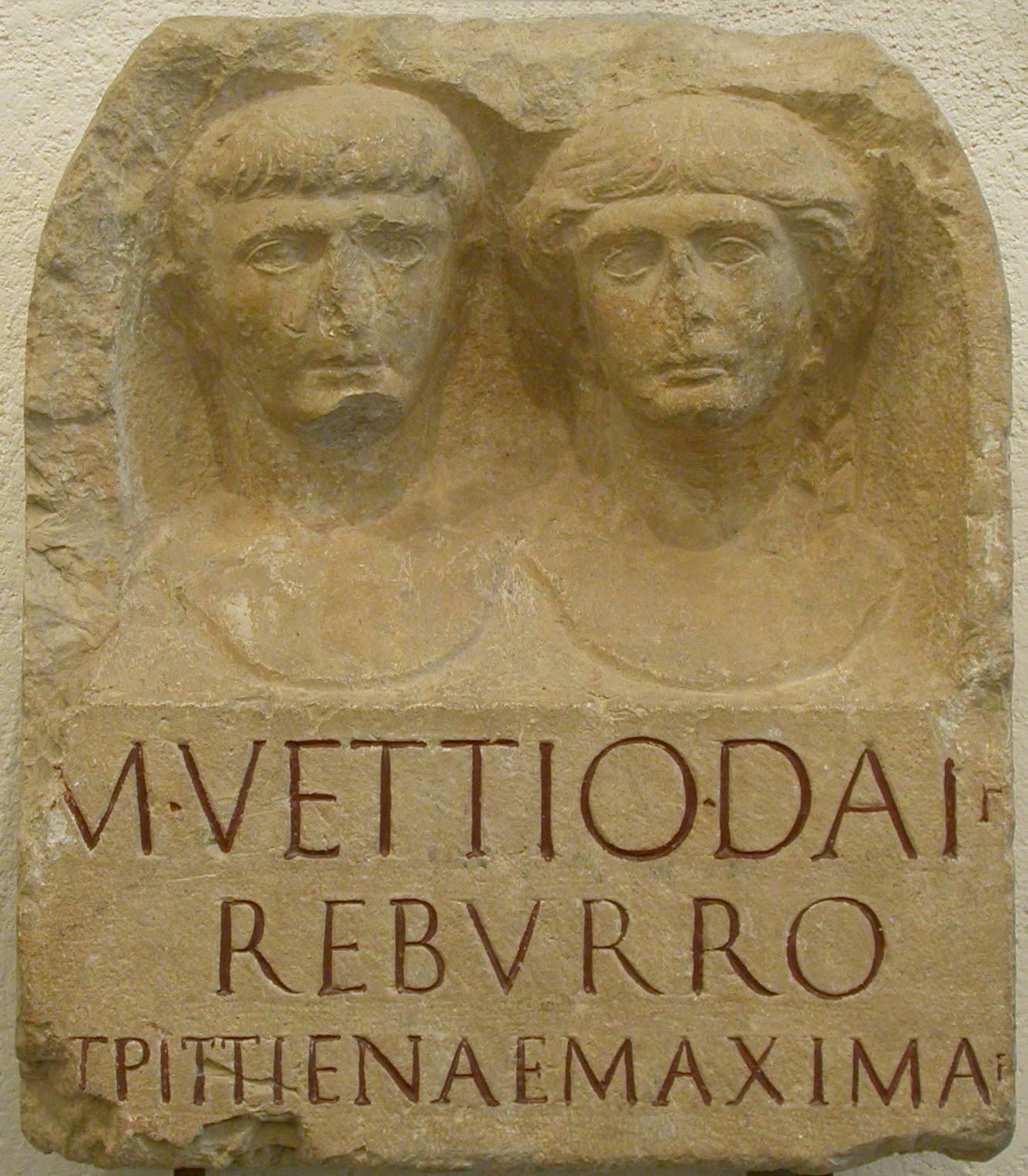
Stèle de M. Vettio Reburro et de son épouse, dans l'ancien Musée archéologique municipal de Bergame. CIL V 5199.

Après des années de lutte contre Rome, les barbares sont vaincus en -280 sur les rives du lac Vadimon. Les Bergamasques deviennent alors sujets de Rome. Commence une longue période de prospérité et Bergomum, rebaptisé ainsi par ses nouveaux patrons, devient une commune fortifiée, florissante et riche d’environ 10 000 habitants.
Comme les autres habitants des territoires de la Gaule transalpine, les Bergamasques deviennent citoyens romains en 49 av. J.-C, à la suite d'un édit de Jules César. Vers 100, sous Trajan, est édifié le pont de Lemine, qui relie Bergame à Côme. Il restera en fonction jusqu'en 1493. Vers la même époque apparaissent les premiers chrétiens et en 290 ap. J.C., selon la légende, Alexandre de Bergame, aujourd’hui patron de la cité, subit le martyre.
En 333, l'anonyme de Bordeaux sur le chemin de Jérusalem s'y arrête et note son nom : civitas Bergamo

### Les invasions
Au Ve siècle, avec les invasions qui vont précipiter la chute de l’Empire romain, la cité est saccagée à maintes reprises, d'abord par les Goths d'Alaric Ier (402), puis, une cinquantaine d’années plus tard, par les Huns d'Attila. Suivront les Vandales, les Ostrogoths et les Byzantins.

### Duché lombard

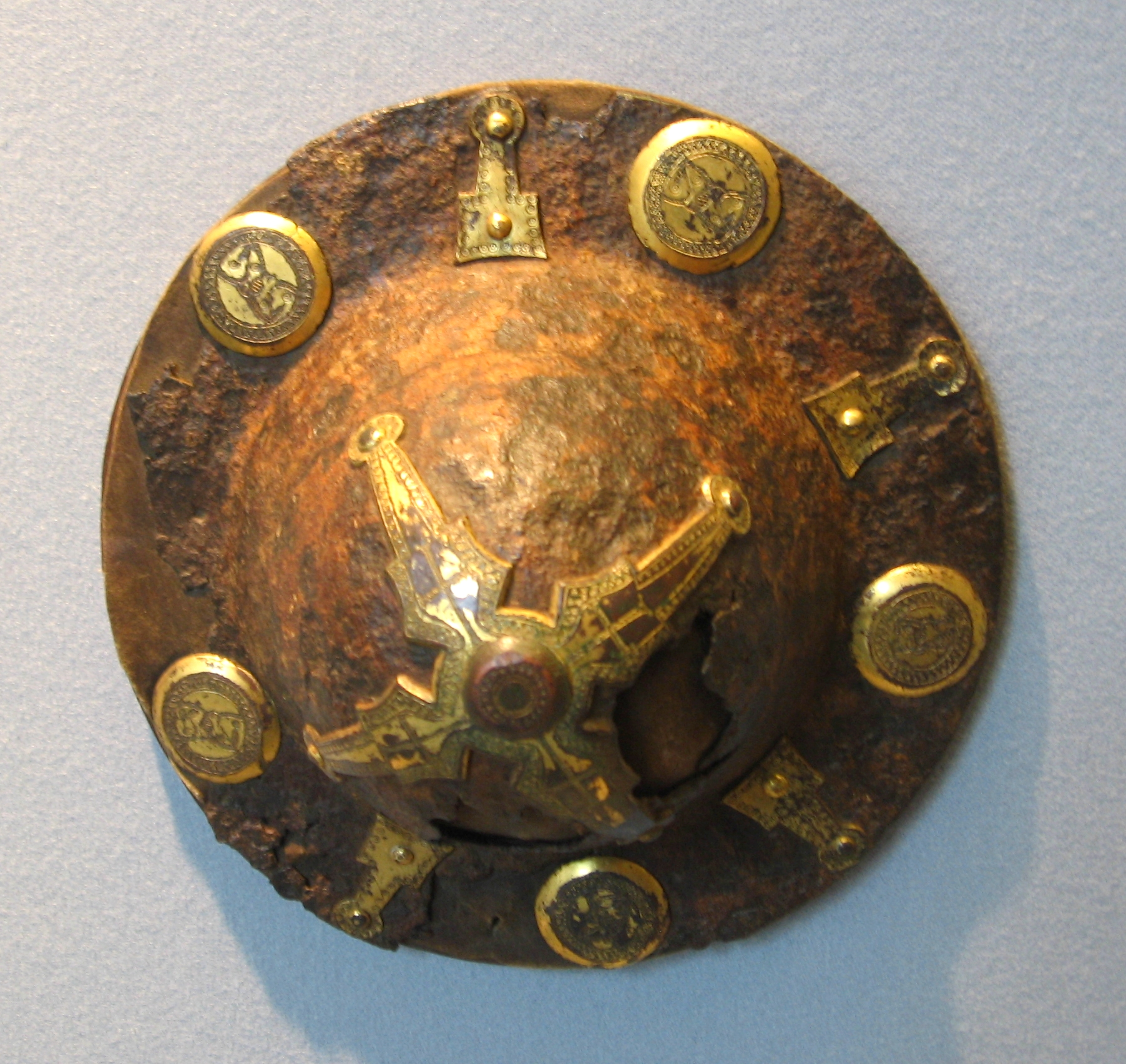
Pièce de bouclier lombard (umbo).

En 569, les Lombards, entraînés par Alboin, trouvent une cité quasi déserte et s’y établissent pacifiquement. La position géostratégique de Bergame, au débouché des cols des Alpes et sur la route allant du Frioul à Pavie, capitale du royaume lombard, lui donne rapidement une grande importance. Bergame sera le siège du duché lombard homonyme de 570 jusqu'en 702.
Pendant la période d'anarchie qui fait suite à l'assassinat d'Alboin et de Clefi (période des ducs), Bergame et ses environs sont gouvernés par Wallari, premier duc de Bergame. Entre 590 et 594, Gaidulf, second duc de Bergame, se rebelle contre le nouveau roi des Lombards, Agilulf. Il sera défait en 594 et exécuté avec les autres ducs révoltés.
Pendant le seconde moitié du VIIe siècle, la dynastie lombarde bavaroise soutient le développement de la religion catholique, au détriment des autres religions devenues minoritaires  (paganisme, arianisme, schismatiques des trois chapitres). À Bergame, émerge alors la figure de l'évêque.
Entre le VIIe et le VIIIe siècle, le royaume lombard se retrouve en proie aux divisions et sombre à nouveau dans l'anarchie. À la mort du roi Cunipert, le dernier duc de Bergame, Rotarit, se range au côté de Liutperd, l'héritier mineur, et de son tuteur Ansprando. Battu une première fois par Ragimpert (700), et une seconde par Aripert II (702), il se retranche dans sa ville de Bergame et se proclame anti-roi. Aripert marche sur lui, le défait et s'empare de lui?. Après lui avoir fait raser la barbe et les cheveux, il le fait transférer à Milan, où il sera exécuté. Le duché est supprimé et transformé en un gastald administré par le roi par l'intermédiaire de ses hommes de confiance.

### Francs, Gisalbertini de Bergame et comtes-évêques

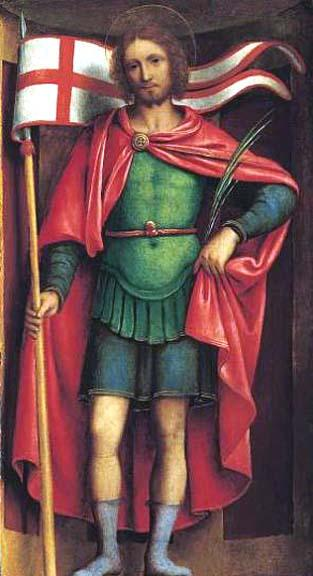
Saint Alexandre de Bergame - Bernardino Luini

En 774, c'est au tour des Francs de Charlemagne de prendre possession de la ville. Ils lui rendent son autonomie en en faisant un comté et en la dotant d'un grand marché commercial. Les gastalds lombards sont remplacés par les comtes francs, tandis que l'aristocratie lombarde perd le pouvoir politique.
En 894 l'armée de l'empereur Arnulf de Carinthie, descendu en Italie sur invitation du pape Formose, détruit la ville lors de sa marche de Vérone en direction de Milan. En 902, le roi d'Italie, Bérenger de Frioul et ses mercenaires hongrois occupent et saccagent la ville qui s'était rebellée.
En 904, Bérenger concède à l'évêque Adalbert les pleins pouvoirs civils et militaires. Des comtes-évêques se succèdent alors à la tête de la ville pendant deux siècles. Le dernier est déposé en 1098 et laisse la place à un régime communal.
En 923, avec l'ascension politique de Gisalbert, comte de Bergame, le pouvoir prend un caractère personnel et patrimonial, son titulaire s'affranchissant de ses liens avec le souverain et régissant le comté comme une propriété privée. Sous Adalbert et Gisalbert, Bergame se développe démographiquement, économiquement et politiquement. la ville se distingue par une individualité de plus en plus forte, à la limite de l'autonomie.
L'évêché de Bergame renforce ses positions, intervenant souvent pour arbitrer des controverses, notamment pendant le règne confus des Ottoniens. Il marginalise petit à petit le pouvoir des Gisalbertini, en en repoussant l'influence vers l'extérieur de la ville, puis vers Crémone, jusqu'à la disparition du lignage.
L'apparition du système communal donnera le coup de grâce aux Gisalbertini, puis au pouvoir épiscopal qu'il avait, dans un premier temps, soutenu.

## Commune Libre

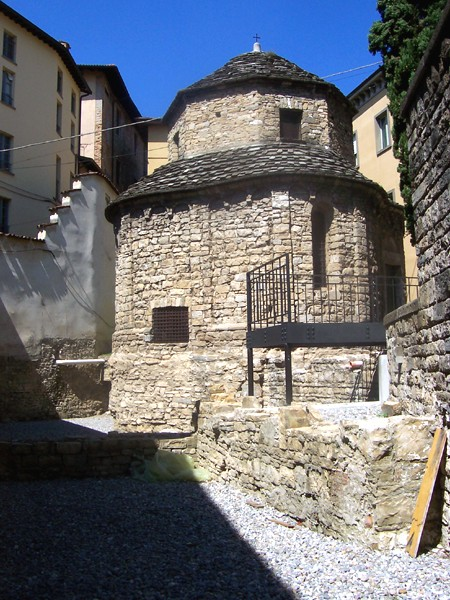
La rotonde de Santa Croce, époque romane, Xe siècle

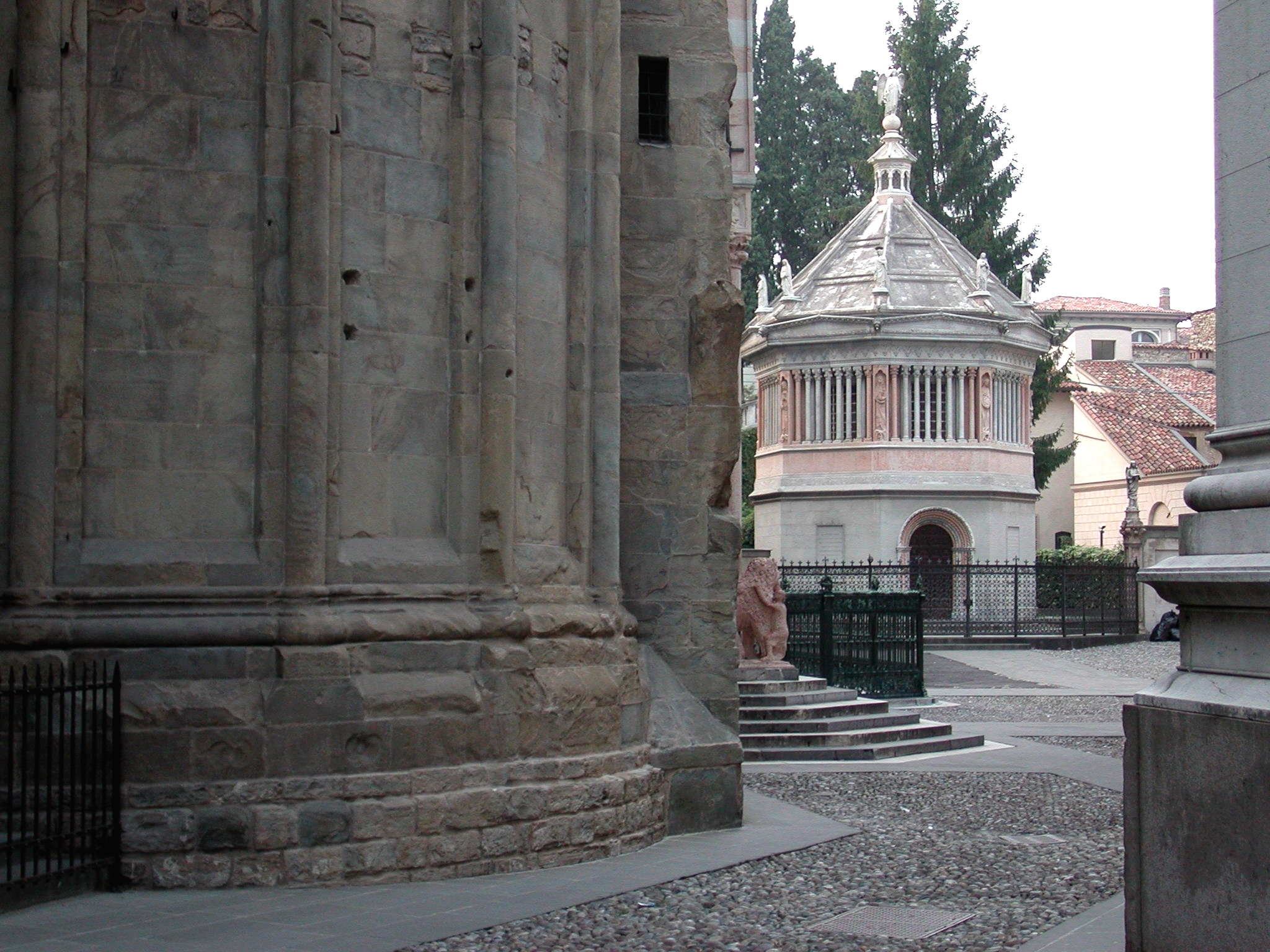
Le baptistère

Au cours des XIe – XIIe siècles, Bergame subit une évolution politique rapide sous la pression des changements socio-économiques. Une classe de plus en plus influente de citoyens se développe à l'ombre du pouvoir grandissant du comte-évêque, qui les oriente vers le parti impérial. Ils prennent progressivement les rênes du pouvoir à travers le corps municipal des consuls et sont prêts à assumer la direction des affaires quand le système des comtes-évêques s'effondre.
En 1098, l’évêque Arnolfo, déjà excommunié par le Pape Grégoire VIII pour simonie, est déposé par le Concile de Milan et chassé de Bergame, qui se proclame commune libre.
En 1156 Frédéric Barberousse concède à la cité le droit de battre monnaie, mais le 11 mars de la même année éclate, la première guerre de Bergame contre la commune libre de Brescia.Une différend portant sur la propriété de la citadelle de Volpino. La situation tourne rapidement au pire pour Bergame qui doit accepter, après seulement dix jours, une paix obtenue grâce à la médiation de l’Empereur. En 1162, après que ce dernier a détruit Milan, Bergame fait partie des communes qui, le 7 avril 1167, dans le monastère bénédictin de Pontida, fondent la Ligue Lombarde. Le 29 mai 1176, la Ligue bat l'armée impériale à Legnano.
En 1184, à la faveur des innombrables revirements de l'époque, Bergame accueillera l'Empereur en grande pompe.
Le 7 juillet 1191, les Brescians battent les Bergamasques, qui laissent plus de 3 000 des leurs sur le champ de bataille de Cividate, sur les rives du fleuve Oglio.
En 1198, la ville inaugure son Palazzo della Ragione et la cité commence à s’étendre en dehors des murs, jetant les bases de l’actuelle cité basse.
En 1203, le conflit se fait très violent entre la commune et le pape Innocent III, qui s'oppose catégoriquement, au nom des libertés ecclésiastiques, à la volonté des Bergamasques de soumettre à l'impôt les biens d'Eglise. La ville est mise sous interdit ecclésiastique et ses dirigeants sont excommuniés. Six ans plus tard, Innocent III doit lever ces sanctions qui ont eu pour seuls effets d'habituer les habitants de la ville à l'absence du clergé et de favoriser le développement des hérésies.
En 1206 Bergame est en proie à la lutte qui oppose ses factions : Suardi (porte-drapeaux des nobles et gibelins pro-impériaux) et Rivola (porte-drapeaux de la faction populaire et guelfes pro-papauté). Les désordres entraînent l'apparition de nombreuses sectes (dont celle des Poveri Lombardi). La papauté en vient à considérer Bergame comme une cité hérétique. Les inquisiteurs Lanfranco et Fontana se distinguent par leur fanatisme et le nombre de leurs victimes.
Sur le front politique interne, les Suardi s’allient avec les Colleoni, et le 18 mai 1226 leur union contre les Rivola débouche sur une véritable bataille rangée.
Le 14 février 1230, les Bergamasques, fatigués de leurs luttes internes, fêtent la naissance de la Società del Popolo, créée avec un statut spécial et forte d’environ 200 fantassins, afin de pourvoir au bien de la cité sans distinction entre les citadins.
En novembre 1237, Bergame se range aux côtés des troupes impériales contre la Seconde Ligue Lombarde. Dans la bataille de Cortenuova les pertes des ennemis de l’Empereur Federico II sont énormes : environ 7 000 morts et 4 000 prisonniers. Bergame, par peur de subir la vengeance des communes trahies, se place sous la protection de tiers, initialement des Visconti de Milan, protecteurs des gibelins. De nombreux guelfes passent en justice et les Bergamasques payent le coût de cette alliance en termes de nouvelles taxes.
En 1265 naît, sur initiative de l’évêque Pinamonte da Brembate, le Consorzio di Misericordia, grande organisation de charité encore opérationnelle aujourd’hui.
Le 10 mars 1296 éclate dans la cité une furieuse bataille entre le parti des Guelfes (emmenés par les Colleoni, désormais ex-alliés des Suardi) et le parti des Gibelins, commandés par les Suardi. C’est l'épilogue d’une sanglante guerre civile qui se conclut par la fuite des Suardi à Milan, où ils demanderont la protection des Visconti. Ceux-ci envoient une petite armée sous les murs de Bergame. Les Colleoni abandonnent alors le terrain. Les Suardi regagnent la cité et l’armée des Visconti retourne à Milan. Les Rivola et les Bonghi, alliés des Colleoni, attaquent à nouveau les Suardi et ceux-ci, défaits, doivent fuir une nouvelle fois. Les Colleoni reviennent, mais c'est pour s'allier avec les Suardi. Les Rivola doivent quitter Bergame.

## Seigneuries Visconti et Malatesta

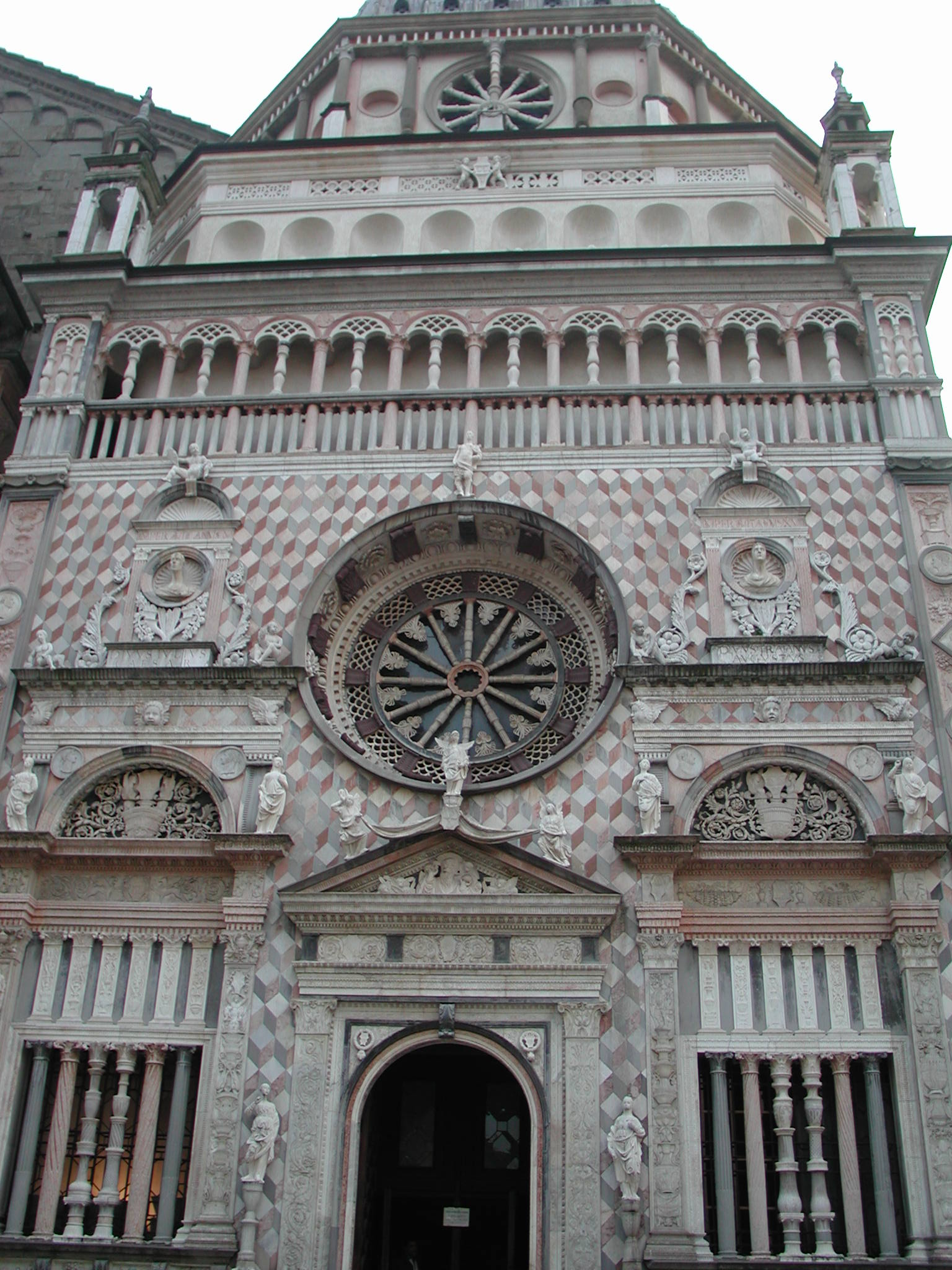
Chapelle Colleoni – particularité de la façade

Blason des Visconti comtes de Bergame,.

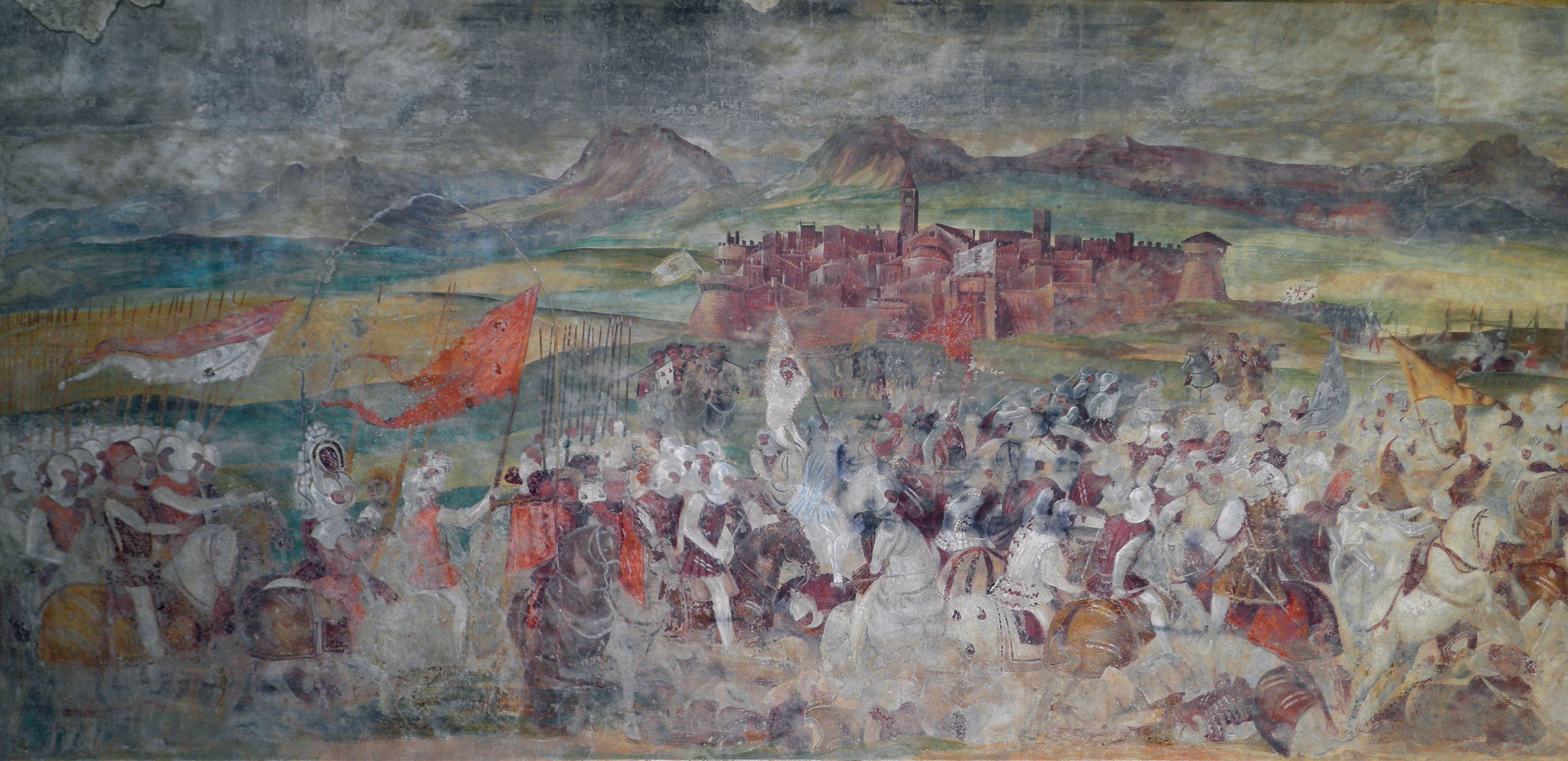
Siège de Bergame (1437). Fresque du château de Malpaga.

Ces interminables luttes intestines affaiblissent l’institution communale et, le 4 février 1331, les Bergamasques ouvrent grandes leurs portes à Jean Ier comte du Luxembourg, Roi de Bohême et de Pologne, accueilli comme libérateur et seigneur perpétuel. Il promulgue de nouveaux statuts et ordonne la construction d'une nouvelle citadelle (la Rocca) sur le col de sant'Eufemia. L'illusion ne dure qu’un an et demi : le 27 septembre 1332, l Milanais Azzone Visconti, appuyé par les Gonzague et par Mastino II della Scala, Seigneur de Vérone, inflige à Jean une défaite sanglante et s'empare de Bergame avec l'aide de la population soulevée. Devenu seigneur de Bergame à la place de Jean, Azzone fait achever la Rocca en 1336. Sous la tutelle de Milan, Bergame renforce ses défenses : une citadelle est édifiée et les fortifications du château de San Vigilio sont achevées.
En 1337, les Bergamasques, ayant fait vœu  à Marie pour les avoir sauvés de la peste, commencent les travaux de réfection et d’agrandissement d’une petite église du VIIIe siècle qui va devenir la basilique Santa Maria Maggiore de Bergame. Durant la domination des Visconti, la Citadelle fortifiée fut construite dans un but défensif, pendant qu’en 1335 fut complétée la fortification du château de San Vigilio (it).
Au XIVe siècle, Raimondo da Bergamo traduit en vulgaire bergamasque le Trésor de Brunetto Latini.
En 1407, la ville est prise par Pandolfo III Malatesta. Au bout de douze ans, une révolte des Gibelins soutenus par Filippo Maria Visconti, ramène Bergame sous la coupe de Milan.

## République de Venise
Le 6 mai 1428, après la victoire du comte de Carmagnola à la bataille de Maclodio, Bergame entre dans les possessions de la Sérénissime république de Venise. Celle-ci respecte l'essentiel des institutions locales et laisse aux Bergamasques une large autonomie, sous la tutelle d'un régent vénitien.
Venise fait compléter les fortifications de la ville basse par la construction de la Muraine (1431-1453), pour protéger les quartiers qui se sont développés hors des murs médiévaux et délimiter le périmètre à l'intérieur duquel il était nécessaire de s'acquitter d'une taxe pour y faire pénétrer des marchandises.
En 1437, après une attaque du condottiere Francesco Piccinino, agissant pour le compte de Filippo Maria Visconti, la cité est rapidement remise à Venise par Bartolomeo Colleoni.
Durant la domination vénitienne, la cité subit d'importants changements : le Palais communal est reconstruit, la place Mascheroni est réalisée pour accueillir le marché et la place Pontida est améliorée. Ces travaux amènent à Bergame architectes et artistes célèbres comme le  Filarete (pour le Duomo), e Giovanni Antonio Amadeo (chapelle Colleoni), Bramante (Palazzo comunale).
Au début du XVIe siècle, la Ligue de Cambrai cherche à refréner les ambitions de Venise sur la Terre ferme. Le 10 décembre 1508, elle envahit les terres de la Sérénissime. Les territoires vénitiens sont occupés et Bergame échoit aux troupes françaises. L'occupation est brutale. Les factions se divisent : certaines, comme les Colleoni, tiennent pour Venise, d'autres, comme les Albani ou les Sacco, pour le roi de France Louis XII. Les vallées sont pro-vénitiennes. Dans la nuit du 2 février 1512, suivant une révolte déclenché par Brescia, les habitants des vallées pénètrent à Bergame et en chassent les Français. Il ne se passe pas longtemps avant que Gaston de Foix la reprenne. Elle repasse sous la tutelle de Venise le 9 juin. Ces combats répétés détruisent une bonne partie de la ville et ruinent son économie. C'est le traité de Noyon (13 août 1516) qui rétablit l'ordre et permet à Bergame de repasser sous drapeau vénitien. Mais Bergame est ainsi devenue un domaine frontière, désormais sujette aux incursions venues de l'autre côté des Alpes. Cette position enviable attire aussi les convoitises de Milan (sous tutelle espagnole) et de la France : dans les deux premières décennies du XVIe siècle, on ne compte plus les conflits armés que Bergame doit subir. En 1561, Venise commence la construction des Mura venete qui vont protéger la ville haute, mais laisser exposée la ville basse, consacrant la position comme purement défensive.
Depuis que le commerce avec le Nouveau Monde a affaibli sa position historique, la Sérénissime prête davantage attention aux routes commerciales continentales. Bergame, qui occupe une position géographique stratégique, bénéficie de ce regain d'intérêt, qui se traduit par le projet d'ouvrir la via Priula (du nom du podestat Alvise Priuli), destinée à la relier, à travers le Val Brembana, au canton des Grisons, évitant ainsi au commerce vénitien de transiter, moyennant des droits de douane élevés, par des territoires sous contrôle espagnol. Cette voie pavée qui suit le cours du Brembo et le franchit à plusieurs reprises, emprunte le vieux pont de Sedrina, et dessert Zogno, san Pellegrino Terme, san Giovanni Bianco, Piazza Brembana, Olmo al Brembo, Mezzoldo et le col de San Marco. On peut encore voir sur le tracé la maison cantonnière de San Marco et la douane vénitienne de Mezzoldo.
En 1630, une famine suivie d'une épidémie de peste (celle décrite par Alessandro Manzoni dans Les Fiancés) fait environ 10 000 victimes à Bergame.
Dans les dernières années du XVIIIe siècle, Alvise Contarini, alors podestat de Bergame, fait remplacer les anciens pont-levis de la ville haute par des ponts de pierre. Il inaugure la fontaine qui porte son nom sur la piazza Vecchia. Au même moment, la Fiera di Sant'Alessandro se développe le long su Sentierone.
En 1789, alors que la domination vénitienne est contestée en raison des charges qu'elle entraîne, la nouvelle de la Révolution française se répand malgré l'interdiction des journaux français.
Dans le domaine de l'histoire de l'art, ce lien avec Venise facilita les échanges avec les peintres vénitiens. Le peintre Giovan Battista Moroni, grand portraitiste bergamasque, fonda le courant pictural de « la peinture de la réalité ». Ses personnages étaient ancrés dans leurs occupations quotidiennes, contrairement à ceux du Titien qui arboraient les symboles de leur pouvoir. Ce style de peinture a marqué les arts plastiques de Bergame et de Brescia jusqu'au XVIIIe siècle.

## La Révolution et la République bergamasque

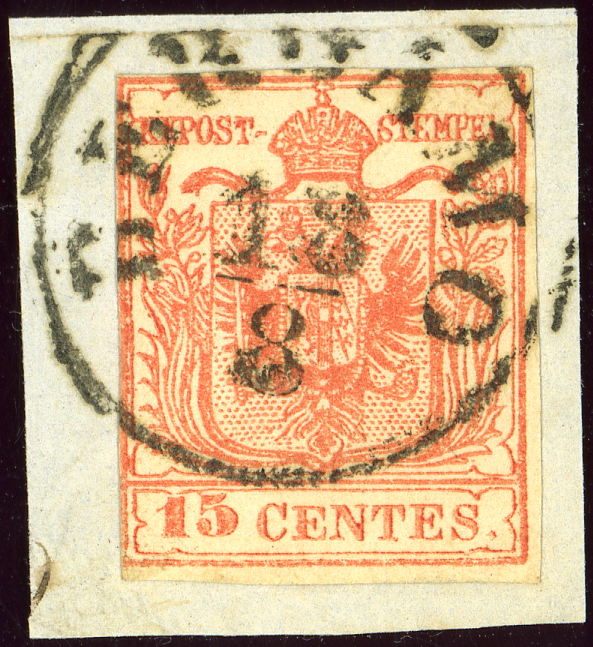
Timbre du Royaume lombardo-vénitien de 1854, 15 centesimi oblitéré à Bergame

Le 25 décembre 1796, les troupes révolutionnaires françaises entrent dans la cité sans coup férir. Elles mettent fin à la longue domination vénitienne et, le 12 mars 1797, la République bergamasque est proclamée. Le podestat quitte la ville et il est remplacé par un conseil municipal de vingt-quatre membres qui lève une milice. Deux jours plus tard, la République vote son rattachement à la République cispadane. Les symboles de Venise sont détruits. Des arbres de la liberté sont plantés en ville. Seules les vallées résistent au mouvement révolutionnaire, qu'elles jugent teinté d'anticléricalisme. Il faudra quelques semaines pour mater la rébellion.
Le 24 avril 1799, les troupes austro-hongroises prennent Bergame après une escarmouche avec les rares soldats français restés sur place. Après le Te Deum de rigueur en pareilles circonstances, les nouveaux occupants se livrent à la violence et au saccage. Bergame retrouvera le giron napoléonien après la victoire française à Marengo. La France exploite alors, à des fins militaires, les mines et les gisements de fer nombreux dans les environs de Bergame.
Du Congrès de Vienne (1815) jusqu'en 1859, la ville fait partie du Royaume lombardo-vénitien dépendant de l'empire d'Autriche, gouvernement de Lombardie, chef-lieu de la province de Bergame.
En 1837, la Porta Nuova est ouverte et quelques années après la via Ferdinandea, aujourd’hui boulevard Victor-Emmanuel II de Savoie, principale voie de liaison entre les deux parties de la cité.
En 1848, Bergame demande de l'aide à Milan, engagée dans ses cinq journées de révolte anti-autrichienne.
En 1857, le chemin de fer arrive à Bergame.
Le 8 juin 1859, Giuseppe Garibaldi fait son entrée dans la cité, mettant fin à la domination autrichienne. La porte San Lorenzo est rebaptisée « Porte Garibaldi ». L'année suivante, 174 Bergamasques s'engagent avec Garibaldi dans l'expédition des Mille. En témoignage de leur dévouement, Garibaldi dans une lettre de Caprera du 10 février 1864, adressée au maire Camozzi, Garibaldi évoque - « (...) à la première expédition de Sicile et Naples comptèrent en première ligne les prodigieux fils de Bergame (...) ». La chronique de l’époque raconte que les prêtres des vallées dissuadèrent nombre de jeunes de partir avec les chemises rouges de Garibaldi.
En 1872, le siège de la commune est transféré dans la cité basse, devenue désormais un centre urbain. En 1887, le service du funiculaire entre en fonction entre la ville haute et la cité basse. En 1901, les Muraine, qui faisaient office de douane quelques années avant, sont détruites pour faire place au boulevard périphérique.

## XXesiècle

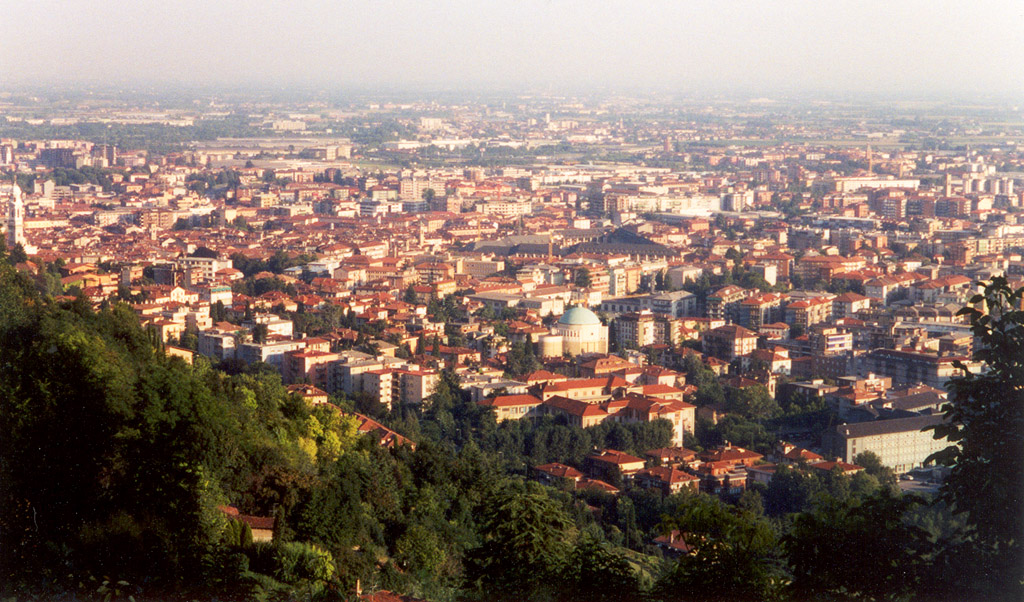
Panoramique de Bergame

Pendant la Première Guerre mondiale, beaucoup de Bergamasques s’enrôlent dans les troupes alpines et combattent au front.
La cité est épargnée pendant la Seconde Guerre mondiale.
En 1958, le cardinal Angelo Giuseppe Roncalli, né à Sotto il Monte, est élu Pape sous le nom de Jean XXIII.
En 1972 est mis en service l’aéroport de Bergame-Orio al Serio.

## XXIesiècle
En 2020, Bergame est l'une des villes les plus durement touchées en Italie par la pandémie de Covid-19. 
Le 19 février, alors que la maladie circule sans être encore détectée, le match de football Atalanta - Valence auquel assistent 40 000 bergamasques et 2 500 supporters espagnols au Stade San Siro de Milan conduit à une explosion du nombre de contaminations. 
Au 18 mars 2020, 4 305 habitants étaient infectés par le Covid-19 dont 553 en étaient décédés, sur un total de 2 978 morts pour 35 713 cas dans toute l'Italie. Lors de ce qui est alors la journée la plus meurtrière de l'épidémie, le 18 mars, où 475 personnes en Italie sont morts du Covid-19, 93 se trouvaient à Bergame. Malgré la qualité de l'hôpital, toutes les chambres sont occupées, et le personnel soignant doit choisir les patients qui seront traités. Sur les 600 médecins de famille à Bergame et aux alentours, environ 150 tombent malades, dont 6 qui décèdent. Durant la pandémie, le taux de mortalité à Bergame est 15 fois plus élevé qu'à l'accoutumé. 
Dans la province, au moins 6 000 personnes sont mortes lors de la première vague, soit une augmentation de 600% par rapport à la même période l’année précédente. Le nombre de morts en quelques semaines est tel que plus d'une soixantaines de cercueils sont entreposés dans une église en attendant de pouvoir les enterrer, la gestion des enterrements et des cérémonies funéraires religieuses étant compliquées de plus par le décès de 6 prêtres dans la ville, le crématorium fonctionne 24h/24, et les entreprises de pompes funèbres - dont une partie du personnel est tombé malade - sont débordées et la place manque dans les cimetières de la ville au point que l'Armée Italienne soit envoyée pour récupérer et transférer 65 corps vers Bologne, Modène, Trecate, Domodossola, Acqui Terme et Serravalle Scrivia afin d'y être incinérés. 
Dans le cimetière, certains corps sont enterrés dans des housses mortuaires à cause du manque de cercueils, et d'autres le sont dans des tombes numérotées par manque de temps pour graver tous les noms sur les pierres tombales. 
Fin avril, alors que le nombre de cas d'une forme atypique de la Maladie de Kawasaki augmente en Europe, ce qui amène les chercheurs à suspecter un lien entre le SARS-CoV-2 (le coronavirus responsable du covid-19) et cette forme de la maladie, Bergame est à nouveau une des villes les plus touchées, avec 20 nouveaux cas de ce type de syndromes inflammatoires, détectés entre le 21 mars et le 29 avril, soit autant que les trois années précédentes dans cette ville, ou presque autant que dans toute la France métropolitaine sur la même période (+25 cas). Toutefois, la mauvaise expérience de la première vague de covid-19 est retenue par les autorités bergamoises, qui l'utilise pour éviter un désastre similaire durant la deuxième vague, fin 2020.

## Sources
- (it) Cet article est partiellement ou en totalité issu de l’article de Wikipédia en italien intitulé « Storia di Bergamo » (voir la liste des auteurs).